# Curtis Strange
Curtis Northrup Strange (Norfolk, Virginia, Estados Unidos, 30 de enero de 1955) es un golfista estadounidense que ha logrado 17 victorias y 129 top 10 en el PGA Tour. Lideró la lista de ganancias del circuito en 1985, 1987 y 1988, y se colocó tercero en 1980, séptimo en 1989, noveno en 1981 y décimo en 1982.
El golfista ganó el Abierto de los Estados Unidos de 1988 y 1989, y resultó segundo en el Masters de Augusta de 1985 y el Campeonato de la PGA de 1989. Logró doce top 10 en torneos majors, pero ninguno en el Abierto Británico, donde consiguió el 13.er lugar en 1988. También triunfó en la World Series of Golf de 1987 (actual WGC-Bridgestone Invitational), el Tour Championship de 1988 y el Grand Slam de Golf de 1989.

## Trayectoria
Su padre era dueño del White Sands Country Club en Virginia Beach y lo introdujo al deporte a los siete años de edad. Estudió en la Universidad Wake Forest, donde fue campeón de equipos de la División I de la NCAA en 1974 y 1975 y campeón individual en 1974. En 1976 se convirtió en golfista profesional.
Strange logró dos triunfos, nueve top 10 y 21 top 25 en el PGA Tour de 1980. Por tanto, terminó tercero en la lista de ganancias, por detrás de Tom Watson y Lee Trevino. En 1985 logró tres triunfos (uno de ellos en Las Vegas), siete top 10, 12 top 25 y 22 cortes superados. Así, lideró la lista de ganancias y obtuvo su primer Premio Arnold Palmer, superando a Lanny Wadkins y Calvin Peete.
El virginiano triunfó tres veces en 1987 y acumuló 11 top 10 y 23 cortes superados. Por tanto, volvió a quedar primero en la lista de ganancias, ante Paul Azinger y Ben Crenshaw. En 1988 ganó el Abierto de los Estados Unidos, el Tour Championship y otros dos torneos, de modo que obtuvo el Premio Arnold Palmer por tercera vez frente a Chip Beck y Joey Sindelar.
Aparte de sus logros en el PGA Tour en la década de 1980, Strange disputó cinco ediciones de la Copa Ryder con la selección estadounidense entre 1983 y 1995, donde obtuvo siete puntos de 20; y siete ediciones de la Copa Dunhill entre 1985 y 1994, trunfando en 1989. En la Copa Dunhill de 1987, marcó el récord en el Old Course de St Andrews con 62 golpes.
Strange ha trabajado como comentarista de golf en las cadenas de televisión ABC y ESPN desde la década de 1990. En 2005 comenzó a jugar en el Champions Tour, donde obtuvo un tercer puesto y cinco top 10 en 108 torneos disputados.
Strange ingresó en el Salón de la Fama del Golf Mundial en 2007.